# Cesare Zerba
Cesare Zerba (né le 15 avril 1892 à Castelnuovo Scrivia, dans le Piémont, Italie, et mort le 11 juillet 1973 à Rome) est un cardinal italien  de l'Église catholique du XXe siècle, nommé par le pape Paul VI.

## Biographie
Cesare Zerba  étudie à Stazzano, à Tortona, à Rome et à Pavie. Après son ordination, il est aumônier militaire pendant la Première Guerre mondiale, fait du travail pastoral à Rome et exerce des fonctions au sein de la Curie romaine. Zerba est sous-secrétaire et secrétaire de la Congrégation pour la discipline des sacrements.
Zerba est nommé archevêque titulaire de Colosses (de) en 1962 et est consacré le 21 septembre de la même année par Jean XXIII avec comme co-consécrateurs Francesco Carpino et Pietro Parente. Il assiste  au Concile Vatican II (1962-1965). 
Le pape Paul VI le crée cardinal lors du consistoire du 22 février 1965 au titre cardinalice de Nostra Signora del Sacro Cuore.